# Hawadax Island

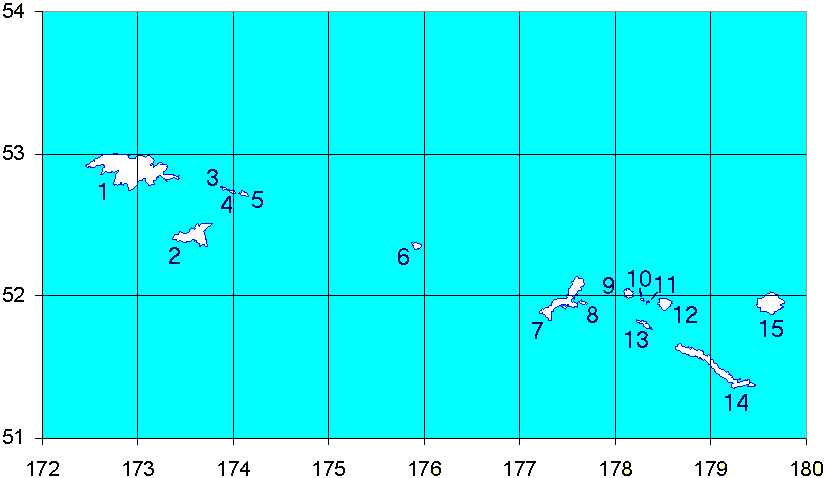
Rat Island (nr 13)

Hawadax Island, dawniej Rat Island (dosł. Wyspa Szczurów) – niewielka amerykańska wyspa należąca do grupy Wysp Szczurzych w archipelagu Aleutów.
Poprzednia nazwa pochodzi od gryzoni, które dostały się tam w 1780 r., uciekając z tonącego japońskiego statku. Szybko rozmnożyły się na wysepce, dziesiątkując niemal wszystkie populacje lokalnych ptaków. Przetrwały jedynie największe gatunki. Szczury zostały wytępione, gdy przyrodnicy w 2007 roku przekonali władze USA do masowej akcji deratyzacyjnej. Jesienią kosztem 2,5 mln dol. przez półtora tygodnia z helikopterów rozrzucono duże ilości trutki.
Amerykańska Służba Ochrony Przyrody w 2009 roku stwierdziła, że na Hawadax Island nie ma dziś żywych gryzoni. Powróciły natomiast niektóre gatunki ptaków – np. pardwa górska, bernikla północna, ostrygojad czarny, sokół wędrowny.